# Melchior Fordon
Melchior Fordon (biał. Язэп Мельхіёр Фордон; właściwie Józef Jakub Fordon; ur. 24 lipca?/5 sierpnia 1862 w Grodnie, zm. 27 lutego 1927 tamże) – polski duchowny, prezbiter, kapłan diecezji wileńskiej, a następnie franciszkanin konwentualny, gwardian klasztorów franciszkanów w Grodnie i Wilnie oraz Czcigodny Sługa Boży Kościoła katolickiego, współpracownik św. Maksymiliana Marii Kolbego OFMConv.

## Życiorys

### Lata młodości i kapłaństwa

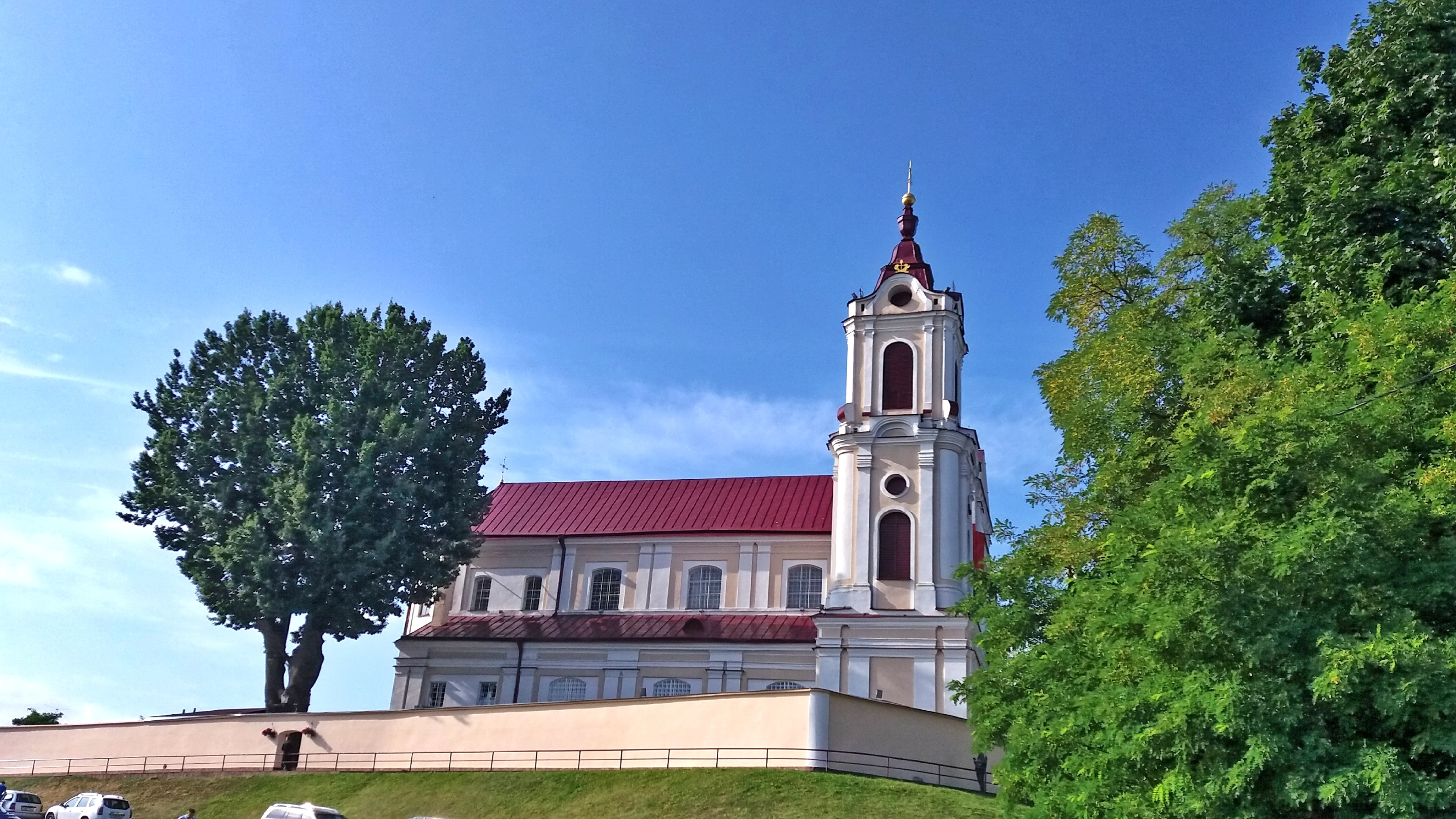
Kościół franciszkanów w Grodnie, gdzie przez wiele lat duszpasterzował o. Józef Fordon

Urodził się 5 sierpnia 1862 w Grodnie na Kresach Wschodnich w rodzinie, która miała szlacheckie korzenie jako jedyne dziecko Jakuba, który był architektem i Felicji z domu Łukowicz. Sakrament chrztu przyjął 26 sierpnia tegoż roku w bazylice św. Franciszka Ksawerego w Grodnie, otrzymując imiona Józef, Jakub. Pierwsze nauki pobierał w domu, a jego nauczycielką była matka, od której poznał również zasady i prawdy wiary. Od najmłodszych lat chciał zostać księdzem. 
Po ukończeniu w rodzinnym Grodnie czwartej klasy gimnazjum podjął decyzję wyboru życia kapłańskiego, wstępując w 1883 do diecezjalnego seminarium duchownego w Wilnie. 2 sierpnia 1887 przyjął w Kownie święcenia prezbiteratu z rąk bp. Antanasa Baranauskasa, po których został proboszczem parafii Trójcy Przenajświętszej w Strubnicy koło Grodna (1887–1893). Następnie w latach 1893–1903 został proboszczem parafii św. Stanisława w Dąbrowie Białostockiej (wtedy Dąbrowa Grodzieńska). W tym okresie wzmożonej rusyfikacji (Polska pod zaborami) przyczynił się do budowy nowego kościoła parafialnego, otrzymując stosowne pozwolenie. Ufundował on jeden z bocznych ołtarzy w tym kościele, z obrazem św. Teresy. Uniemożliwił przejęcie przez władze carskie tego kościoła, z przeznaczeniem na cerkiew, rozbierając wraz z parafianami w ciągu jednej nocy z 4 na 5 maja 1902 stary kościół. W 1905 na miejscu ołtarza głównego starego kościoła ufundowano neogotycką kapliczkę, która stoi do dziś na cmentarzu przykościelnym. W tej parafii  organizował stowarzyszenia religijne oraz prowadził działalność wychowawczą, m.in. założył bractwo trzeźwościowe.
Na początku 1903 ks. Fordon otrzymał nominację na proboszcza parafii Matki Bożej Anielskiej w Grodnie (1903–1905) oraz opiekuna dawnego klasztoru franciszkańskiego, w którym mieścił się dom poprawczy dla księży uznanych przez władze za niebezpiecznych dla państwa rosyjskiego. Ożywiona działalność duszpasterska młodego księdza szybko wywołała sprzeciw władz carskich. Skargi i groźby miejscowego gubernatora już po dwóch latach doprowadziły do odwołania ks. Fordona z grodzieńskiej placówki. Przeniesiony został do kolejnej parafii Wszystkich Świętych w Wilnie, największej w tym mieście, gdzie pełnił funkcję proboszcza w latach 1905–1909.
W czasie rewolucji socjalistycznej w Rosji, wśród duchowieństwa i wiernych zbierał podpisy z prośbą o interwencję papieża św. Piusa X w sprawie internowanego 17 października 1907 przez policję carską ordynariusza wileńskiego abp. Edwarda von Roppa. Ponadto w tym czasie naraził się również władzom carskim tym, że sprzeciwiał się zmuszaniu unitów do przechodzenia na prawosławie. Podjęły one wkrótce decyzję o zakazie prowadzenia przez niego działalności duszpasterskiej na terenie imperium rosyjskiego. W 1907 musiał on opuścić Wilno, a następnie zamieszkał w kaplicy cmentarnej w podwileńskich Ponarach, kierując stamtąd swoją parafią. Dalszą jego placówką duszpasterską była parafia w Białej Wace, którą objął za zezwoleniem władz carskich i gdzie później wybudował kościół.

### W zakonie franciszkanów
W 1910 podjął decyzję (za zgodą administratora diecezji) wstąpienia do zakonu franciszkanów konwentualnych, przyjmując 2 października 1910 w Krakowie habit i obierając imię zakonne: Melchior. Po odbyciu nowicjatu w Krakowie pod kierunkiem o. Mariana Sobolewskiego OFMConv., 14 lipca 1911, po skróceniu okresu próby ze strony Kongregacji ds. Zakonów i Instytutów Świeckich, złożył pierwsze śluby zakonne. Następnie powrócił do diecezji wileńskiej, do Waki Murowanej, aby osiedlić się tam w pobliskim Landwarowie, jako gość księcia Tyszkiewicza, pełniąc oficjalnie rolę kapelana w jego posiadłości.
Pod koniec 1913 został skierowany przez administratora apostolskiego bp. Kazimierza Mikołaja Michalkiewicza do Grodna, gdzie był wikariuszem franciszkańskiej parafii Matki Bożej Anielskiej, w której dawniej był proboszczem. Do 1918 nie mógł on nosić publicznie habitu franciszkańskiego (nakaz władz carskich).
W czasie I wojny światowej wykazał się bohaterską postawą, ratując przed rozstrzelaniem trzynastu strażaków, których 4 września 1915 żołnierze niemieccy oskarżyli o szpiegostwo na rzecz wycofujących się z Grodna wojsk rosyjskich. W grupie aresztowanych strażaków było: sześciu katolików, trzech prawosławnych oraz czterech Żydów. Wstawił się on za nimi u niemieckiego oficera, ręcząc własnym życiem za ich niewinność. Oficer darował im życie, stwierdzając, że jeśli okaże się prawdą, że byli oni szpiegami rosyjskimi, wtedy on zostanie rozstrzelany. Następnego dnia w mieście wybuchł pożar, do gaszenia którego Niemcy wezwali aresztowanych wcześniej strażaków. Po stłumieniu pożaru niemiecki dowódca cofnął wcześniejszy rozkaz ich egzekucji i polecił uwolnić wszystkich z aresztu.
Franciszkanin o. Albert Wojtczak OFMConv. w książce pt. Ojciec Melchior Józef Fordon tak opisał całe to wydarzenie:

Wobec tak surowej groźby tłum zamarł w ciszy. Dopiero o. Fordon podszedł do oficerów, prosząc o darowanie życia skazańcom. Oficerowie nie chcieli nawet o tym słyszeć. Sprawa jednak oparła się o generała, który zażądał, aby kapłan osobiście zaręczył za uczciwość aresztowanych. O. Fordon złożył taką gwarancję, a potem gdy sprawa się wyjaśniła wszyscy zgodnie orzekli, że ocalenie swego życia zawdzięczają jego odwadze i modlitwie.

Po odzyskaniu przez Polskę niepodległości w 1918, franciszkanie obradujący w styczniu 1919 we Lwowie podjęli decyzję o powrocie do Grodna, mianując go od 20 stycznia tegoż roku przełożonym (gwardianem) tamtejszego klasztoru. W lipcu 1919 wileńska kuria diecezjalna oficjalnie przekazała franciszkanom ten klasztor wraz z tamtejszą parafią Matki Bożej Anielskiej. Żyjąc w bardzo skromnych warunkach bytowych przyczynił się do remontu zniszczonego klasztoru grodzieńskiego. Ponadto pomagał ubogiej ludności, szczególnie Żydom, którzy stanowili wówczas prawie połowę ludności miasta. Pewnemu Żydowi ofiarował nawet buty, zdejmując je ze swoich nóg. Często też na ulicach pomagał dźwigać ciężary ubogim kobietom żydowskim.
Podczas kapituły w dniach 21–22 kwietnia 1920 został mianowany gwardianem odzyskanego klasztoru w Wilnie, docierając tam w maju tegoż roku. W lipcu zbliżyły się do miasta oddziały sowieckie i wielu kapłanów i zakonników musiało opuścić te tereny. On pozostał, pełniąc posługę duszpasterską w parafii św. Jana. Po wyzwoleniu miasta przez oddziały polskie 9 października 1920, ponowił bezskuteczne wysiłki, aby odzyskać klasztor i kościół. Kapituła prowincjalna w Krakowie obradująca w dniach 30–31 sierpnia 1921 zwolniła go w listopadzie tegoż roku z urzędu wileńskiego gwardiana, a następnie wybrała go definitorem w kustodii warszawskiej, z rezydencją w Grodnie. Był inicjatorem budowy kościołów w Urdominie, Porudominie i kościoła Najświętszego Serca Jezusa w Wilnie.
Był współpracownikiem o. Maksymiliana Marii Kolbego OFMConv., późniejszego męczennika i świętego, który w 1922 przeniósł z Krakowa do Grodna wydawanie czasopisma Rycerz Niepokalanej. Służył on jemu swoimi radami, udzielił pełnego poparcia dla jego wydawnictwa, które później, w 1927 zostało przeniesione do Niepokalanowa. Ponadto był także spowiednikiem o. Maksymiliana – który nazywał go „świętą duszą” – i braci pracujących w wydawnictwie, w tym m.in. br. Zenona Żebrowskiego OFMConv., późniejszego misjonarza Japonii.

### U schyłku życia
W 1924 zachorował na gruźlicę oraz na astmę, która uniemożliwiła mu prowadzenie intensywnej działalności duszpasterskiej. W ostatnim okresie swojej posługi został spowiednikiem, spędzając czas w konfesjonale. W swoim życiu odznaczał się niezwykłą pokorą, franciszkańską prostotą i miłością do ubogich. Założył m.in. Stowarzyszenie Służek Maryi. Potajemnie spełniał posługę kapłańską dla różnych zgromadzeń zakonnych i grekokatolików oraz był znanym kaznodzieją.

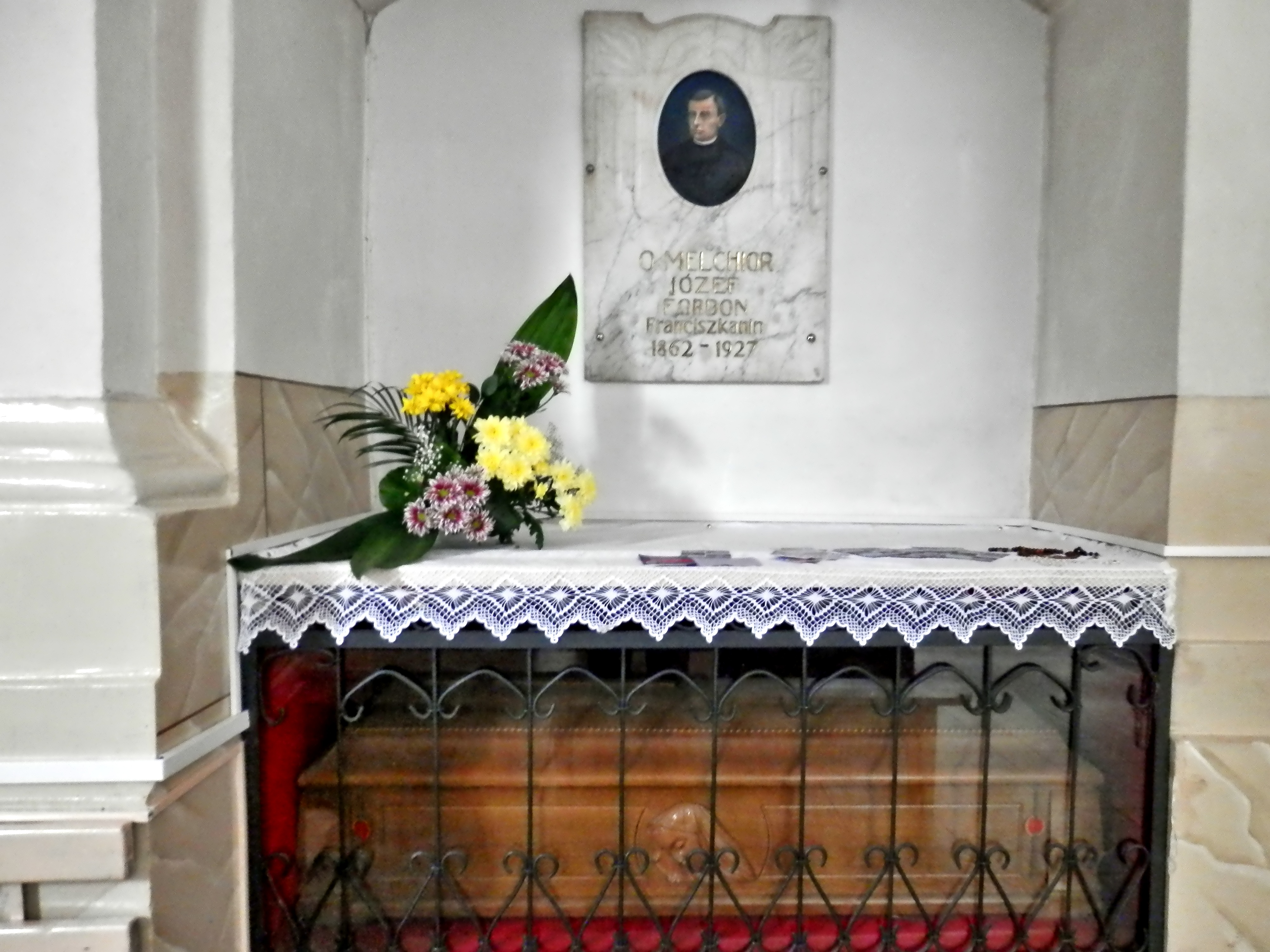
Sarkofag o. Józefa Fordona w grodzieńskim kościele franciszkanów

Zmarł w opinii świętości 27 lutego 1927 w Grodnie, po czym 2 marca został początkowo pochowany w grobie obok swoich rodziców na cmentarzu grodzieńskim przy ul. Antonowa (byłej Jerozolimskiej). Jego pogrzeb był manifestacją wdzięczności mieszkańców miasta zarówno katolików, jak też prawosławnych oraz wyznania mojżeszowego. W 2003 odbyła się ekshumacja oraz przeniesienie jego ciała z cmentarza miejskiego do sarkofagu w kościele Matki Bożej Anielskiej. Na zakończenie obchodów odpustowych w kościele Matki Bożej Anielskiej w Grodnie w 2020r., ks. bp Aleksandr Kaszkiewicz dokonał poświęcenia Kaplicy Adoracji. Kaplica mieści się w dzwonnicy kościoła, gdzie spoczywają również doczesne szczątki Sługi Bożego o. Melchiora Fordona OFMConv.

## Proces beatyfikacji
Z inicjatywy ojców franciszkanów przekonanych o świątobliwości jego życia podjęto próbę wyniesienia go na ołtarze. Bezpośrednio po jego śmierci zostały zebrane świadectwa dotyczące jego życia, a potem po II wojnie światowej je uzupełniono, ale okoliczności polityczne nie pozwoliły na wszczęcie procesu jego beatyfikacji. Po zmianach ustrojowych w 1989 podjęto kolejną próbę, po czym 12 stycznia 1996 Stolica Apostolska wydała zgodę tzw. Nihil obstat pozwalającą na rozpoczęcie tego procesu. 
Po otrzymaniu 1 września 1993 zgody diecezji grodzieńskiej na przeniesienie procesu do archidiecezji warszawskiej został on otwarty przez kard. Józefa Glempa 30 czerwca 1997 na szczeblu diecezjalnym, a następnie zakończony 21 września 1998. Odtąd przysługiwał mu tytuł Sługi Bożego. Wicepostulatorami zostali ojcowie: Grzegorz Bartosik i Józef Makarczyk. Następnie zatwierdzeni 12 września 1999 przez Kongregację Spraw Kanonizacyjnych postulatorzy generalni o. Ambrogio Sanna i jego następca o. Cristofo Zambelli skompletowali – dzięki pomocy o. Mariusza Paczóskiego OFMConv. – brakujące materiały, po czym 4 października tegoż roku został mianowany relator sprawy o. Hieronim Fokciński SJ. Do współpracy zostali mu przydzieleni: najpierw adwokat Maurizio Cancelli, a następnie Antoni Zakrzewski. Ostatecznie sprawę przejął nowy relator o. Zdzisław Kijas OFMConv. 
12 listopada 1999 wydano dekret o ważności postępowania diecezjalnego, po czym 14 maja 2013 odbyła się sesja konsultorów historycznych. Obecnie postulatorem generalnym jest o. Damian-Gheorghe Pătraşcu OFMConv. 11 czerwca 2013 zostało złożone w Kongregacji Spraw Kanonizacyjnych tzw. Positio o jego życiu, heroiczności cnót i sławie świętości, wymagane w dalszej procedurze beatyfikacyjnej. Za zgodą bp. wileńskiego Arūnasa Poniškaitisa ułożono w 2016 specjalną modlitwę o beatyfikację Sługi Bożego o. Melchiora Józefa Fordona OFMConv. 22 grudnia 2018 papież Franciszek upoważnił Kongregację Spraw Kanonizacyjnych do promulgowania dekretu dotyczącego jego życia i heroiczności cnót. Odtąd przysługuje mu tytuł Czcigodnego Sługi Bożego.

## Upamiętnienie
W miejscowości Dąbrowa Białostocka znajduje się ulica nazwana jego imieniem. W miejscowości tej na ścianie bloku przy ul. Południowej 11 powstał mural, na którym namalowano wśród zasłużonych czterech postaci dla Dąbrowy Białostockiej i okolic również jego wizerunek. Ponadto w kościele św. Stanisława w Dąbrowie Białostockiej 5 sierpnia 2022 otwarto okolicznościową wystawę jemu poświęconą z okazji 160. rocznicy jego urodzin. 30 maja 2024 na ścianie domu katechetycznego w Dąbrowie Białostockiej wykonano kolejny mural jemu poświęcony.